# قضاء الصويرة
قضاء الصويرة أحد أقضية محافظة واسط في العراق من رموزها عبد الكريم قاسم وبارق الحاج حنطه وتقع الصويرة شمال غرب الكوت بمسافة 135 كم ويبعد عن مدينة بغداد نحو 55 كم جنوبا وتبلغ مساحته حوالي 1777 كم2 وتتبع له ناحيتي الزبيدية و الشحيمية ويشتهر القضاء بالزراعة إذ يضم أكبر بساتين للفاكهة في العراق.

## النواحي الإداري
- ناحية الشحيمية
- ناحية الزبيدية
- قرية الرسالة
- قرية الدواغنة